# Richard Kind
Richard Bruce Kind (Trenton, 22 novembre 1956) è un attore statunitense conosciuto per i suoi ruoli nelle sitcom Innamorati pazzi  e Spin City.

## Biografia
Nato a Trenton, New Jersey è figlio di Alice (casalinga) e Samuel Kind, un gioielliere. Insieme alla sua sorella minore, Joanne, è cresciuto in Bucks County, Pennsylvania. Richard frequenta la Pennsbury High School con il collega di arti drammatiche, Robert Curtis Brown. Riceve il titolo accademico nel 1974 dalla Pennsbury High School e nel 1978 dalla Northwestern University, dove faceva parte della confraternita Sigma Alpha Epsilon.

## Carriera
Richard interpreta Dr. Mark Devanow in Innamorati pazzi per tutta la durata dello show, anche se dopo aver preso il ruolo di Paul Thomas Lassiter su Spin City, le sue apparizioni nella serie Mad About You diventano più sporadiche. È stato interprete di Spin City per tutta la sua messa in onda.
Kind ha creato il ruolo di Addison Mizner nel musical Bounce di Stephen Sondheim, e ha recitato al Broadway theatre in The Tale of the Allergist's Wife (2000), The Producers (2002), e Sly Fox (2004). Ha anche recitato il ruolo di "Jury Foreman" nel film The Producers - Una gaia commedia neonazista (2005).
È stato la voce di "Larry l'anaconda" nel film d'animazione Uno zoo in fuga, "Clark" dello spot radiofonico Clark & Lewis Expedition della compagnia aerea Horizon Air (con Patrick Warburton nel ruolo di "Lewis"), "Molt" nel film della Disney/Pixar A Bug's Life - Megaminimondo e "Van" nel film Cars - Motori ruggenti della Disney/Pixar; è stato anche la voce narrante per la serie della Disney Go Baby e la voce di Tom nel film Tom & Jerry - Il film. Ha avuto il ruolo ricorrente di "Frugal Lucre" nella serie televisiva della Disney Kim Possible. È stato guest star nel film d'animazione I pinguini di Madagascar nel ruolo dell'alligatore Roger degli episodi Haunted Habitat e Roger Dodger.

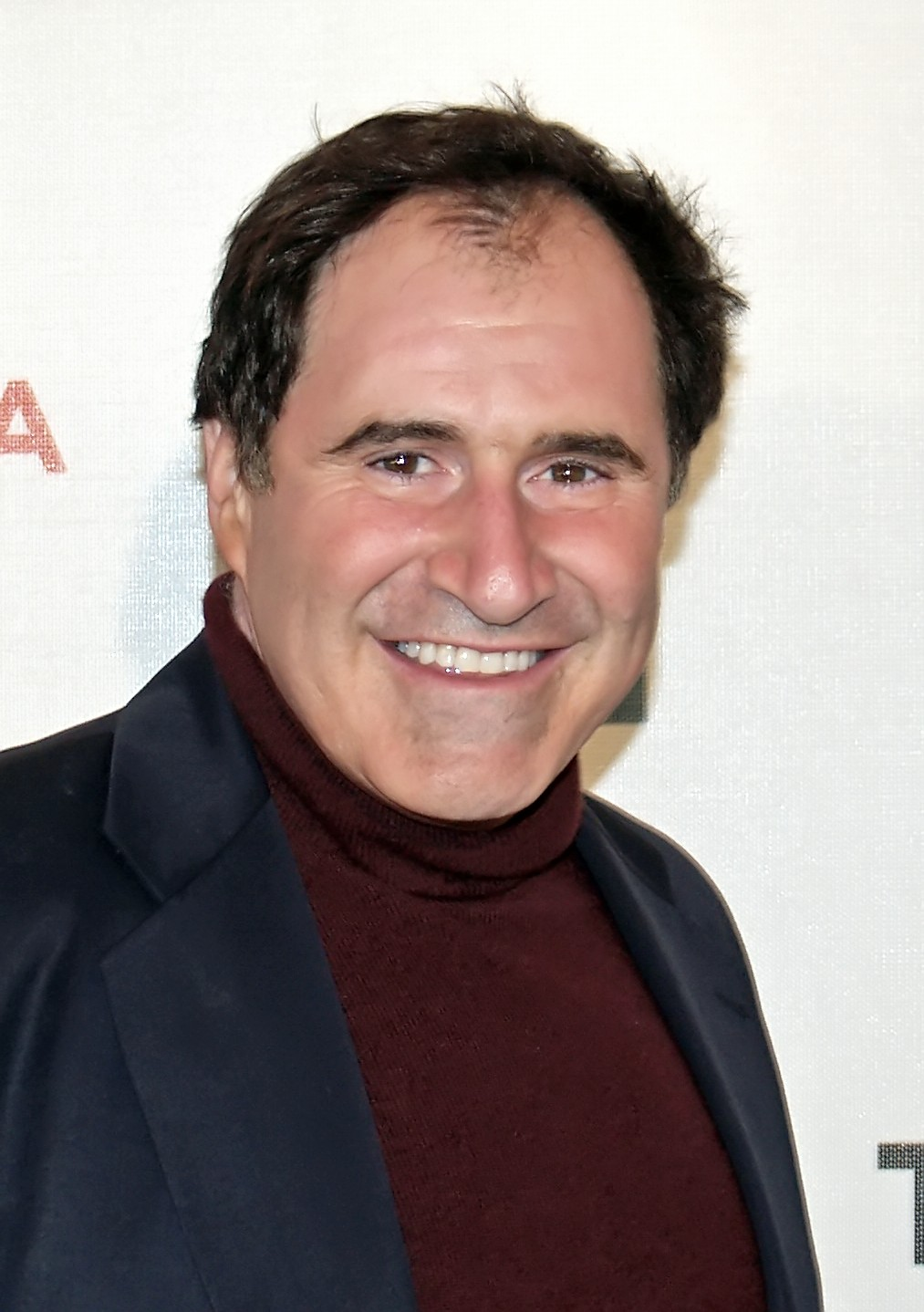
Richard Kind al Tribeca Film Festival 2007

Ha avuto anche un ruolo minore, nel film del 1994 Stargate. È apparso in tre episodi di Curb Your Enthusiasm tra il 2002 e il 2005, come il cugino di Larry Andy. Nel 2006 è stato guest star in Stargate Atlantis, come Lucius Lavin, negli episodi Irresistible e Irresponsible, rendendolo l'unico attore che ha partecipato ad entrambi i film Stargate originale e Stargate Atlantis, anche se non nello stesso ruolo.
Kind ha un ruolo ricorrente in Scrubs - Medici ai primi ferri, come il signor Harvey Corman, un ipocondriaco fastidioso. Ha anche svolto un ruolo di rilievo nella commedia criminologica statunitense Psych come Hugo, un astronomo che ha ucciso un partner (From the Earth to the Starbucks), e più tardi nella serie Law & Order: Criminal Intent, come un ricco filantropo che uccide sua cognata e suo nipote per proteggere il denaro che serve per finanziare la sua opera filantropica (Privilege).
L'attore George Clooney è un suo caro amico ed è stato testimone al matrimonio fra Kind e Dana Stanley nel 1999 da cui ha avuto tre figli. Kind, in seguito, ha svolto il ruolo di un direttore di casting con l'esordio di Clooney come regista nel film Confessioni di una mente pericolosa. Kind ha recitato nella serie di breve durata HBO Unscripted, dove Clooney era il produttore esecutivo e il direttore era Grant Heslov.
Kind si è esibito in radio e come attore radiofonico per LA Theatre Works e Hollywood Theater of the Ear, e ha partecipato come ospite al gioco televisivo To Tell the Truth.
Kind ha recitato un piccolo ruolo nello show Even Stevens del canale statunitense a pagamento Disney Channel dove interpretava il burbero zio Chuck. È anche apparso un episodio della sitcom Due uomini e mezzo della CBS, andato in onda il 12 novembre 2007; ha recitato anche la parte di Pseudolus in Dolci vizi al foro alla Sondheim Center for the Performing Arts in Fairfield (Iowa). È stato anche Max Bialy nella produzione di Broadway del musical The Producers
Richard ha anche recitato nel film indipendente The Understudy, una commedia nera prodotta nel 2008.
Kind interpreta l'importante ruolo di Arthur Gopnik nella commedia nera dei fratelli Coen A Serious Man.

## Filmografia parziale

### Attore

#### Cinema
- Vice Versa - Due vite scambiate (Vice Versa), regia di Brian Gilbert (1988)
- Stargate, regia di Roland Emmerich (1994)
- Johns, regia di Scott Silver (1996)
- Se ti investo mi sposi? (Elvis Has Left the Building), regia di Joel Zwick (2004)
- Vita da strega (Bewitched), regia di Nora Ephron (2005)
- Spymate, regia di Robert Vince (2006)
- A Serious Man, regia di Joel ed Ethan Coen (2009)
- Ingenious, regia di Jeff Balsmeyer (2009)
- Hereafter, regia di Clint Eastwood (2010)
- Argo, regia di Ben Affleck (2012)
- Divorzio d'amore (Divorce Invitation), regia di S.V. Krishna Reddy (2012)
- Dealin' With Idiots, regia di Jeff Garlin (2013)
- 90 minuti a New York (The Angriest Man in Brooklyn), regia di Phil Alden Robinson (2014)
- Il bambino che è in me - Obvious Child (Obvious Child), regia di Gillian Robespierre (2014)
- Sharknado 2 - A volte ripiovono (Sharknado 2: The Second One), regia di Anthony C. Ferrante (2014)
- Ride - Ricomincio da me (Ride), regia di Helen Hunt (2014)
- The Lennon Report, regia di Jeremy Profe (2016)
- Bombshell - La voce dello scandalo (Bombshell), regia di Jay Roach (2019)
- Rifkin's Festival, regia di Woody Allen (2020)
- Tick, Tick... Boom!, regia di Lin-Manuel Miranda (2021)
- Beau ha paura (Beau Is Afraid), regia di Ari Aster (2023)
- The Out-Laws - Suoceri fuorilegge (The Out-Laws), regia di Tyler Spindel (2023)
- Wolfs - Lupi solitari (Wolfs), regia di Jon Watts (2024)

#### Televisione
- Innamorati pazzi (Mad About You) – serie TV, 34 episodi (1992-1999)
- La tata (The Nanny) – serie TV, 1 episodio (1994)
- Spin City – serie TV, 145 episodi (1996-2002)
- Scrubs - Medici ai primi ferri (Scrubs) – serie TV, 4 episodi (2003-2004)
- Stargate Atlantis – serie TV, episodi 3x03-3x13 (2006)
- Law & Order: Criminal Intent – serie TV, episodio 6x12 (2007)
- Due uomini e mezzo (Two and a Half Men) – serie TV, 1 episodio (2007)
- Leverage - Consulenze illegali (Leverage) – serie TV, 2 episodi (2010)
- Harry's Law – serie TV, episodio 1x10 (2011)
- Luck – serie TV, 10 episodi (2011-2012)
- Law & Order - Unità vittime speciali (Law & Order: Special Victim Unit) – serie TV, 4 episodi (2012-2019)
- Golden Boy – serie TV, 3 episodi (2013)
- The Good Wife – serie TV, episodio 5x06 (2013)
- Glee – serie TV, episodio 5x18 (2014)
- Gotham – serie TV, 13 episodi (2014-2019)
- Red Oaks – serie TV, 24 episodi (2014-2017)
- Disjointed – serie TV, 1 episodio (2017)
- Young Sheldon – serie TV, episodi 1x11-1x22-3x05 (2018-2019)
- Brockmire – serie TV, 8 episodi (2019)
- Penny Dreadful: City of Angels – serie TV, episodio 1x02 (2020)
- The Watcher – miniserie TV, 7 episodi (2022)
- East New York – serie TV (2022-2023)
- Mr. Monk's Last Case: A Monk Movie, regia di Randall Zisk – film TV (2023)
- Evil – serie TV, episodi 4x11-4x12 (2024)
- Only Murders in the Building – serie TV, 7 episodi (2024)
- Mid-Century Modern – serie TV, episodio 1x05 (2025)

### Doppiatore
- Tom & Jerry - Il film (Tom & Jerry - The Movie), regia di Phil Roman (1992)
- A Bug's Life - Megaminimondo (A Bug's Life), regia di John Lasseter e Andrew Stanton (1998)
- Garfield - Il film (Garfield: The Movie), regia di Peter Hewitt (2004)
- Cars - Motori ruggenti (Cars), regia di John Lasseter e Joe Ranft (2006)
- Uno zoo in fuga (The Wild), regia di Steve "Spaz" Williams (2006)
- Piccolo grande eroe (Everyone's Hero), regia di Daniel St. Pierre e Colin Brady (2006)
- Kim Possible (5 episodi, 2003-2007)
- Supercuccioli a Natale - Alla ricerca di Zampa Natale (Santa Buddies), regia di Robert Vince (2009)
- Toy Story 3 - La grande fuga (Toy Story 3), regia di Lee Unkrich (2010)
- Zampa e la magia del Natale (The Search for Santa Paws), regia di Robert Vince (2010)
- I pinguini di Madagascar - serie animata, 6 episodi (2009-2011)
- Cars 2, regia di Brad Lewis e John Lasseter (2011)
- Inside Out, regia di Pete Docter e Ronnie del Carmen (2015)
- Big Mouth – serie TV, 4 episodi (2017)
- I Simpson - serie animata, 1 episodio (2020)

## Doppiatori italiani
Nelle versioni in italiano delle opere in cui ha recitato, Richard Kind è stato doppiato da:
- Pietro Ubaldi in Spin City (st. 2-6), Scrubs - Medici ai primi ferri, Still Standing, The Good Wife, Argo, Elementary, The Goldbergs, I'm Dying Up Here - Chi è di scena?, Transparent Musicale Finale, Penny Dreadful: City of Angels
- Roberto Stocchi in Law & Order - Unità vittime speciali (ep. 14x04), A Serious Man, Rifkin's Festival, The Watcher, Young Sheldon, The Out-Laws - Suoceri fuorilegge, Wolfs - Lupi solitari
- Ambrogio Colombo in Law & Order - Unità vittime speciali (ep. 19x19), Ride - Ricomincio da me, Bombshell - La voce dello scandalo, Beau ha paura, Mid-Century Modern
- Pasquale Anselmo in Waiting for Woody, Til Death - Per tutta la vita, Luck, East New York
- Gianni Giuliano in Gotham, Il bambino che è in me - Obvious Child, The Middle
- Carlo Valli in Disjointed, Tick, Tick... Boom!, La pazza storia del mondo, parte II
- Giorgio Locuratolo in Law & Order - Unità vittime speciali (ep. 20x23, 20x24), E-Ring, 90 minuti a New York
- Sergio Di Giulio in Carol & Company, Perfetti... ma non troppo
- Stefano Mondini in Stargate, Ingenious
- Emilio Cappuccio in Due uomini e mezzo, Miss Match
- Enrico Di Troia in The Producers - Una gaia commedia neonazista, Divorzio d'amore
- Angelo Nicotra in Spymate, Hereafter
- Paolo Marchese in Glee, Only Murders in the Building
- Giorgio Lopez in Innamorati pazzi
- Giuliano Santi in Spin City (st. 1)
- Franco Mannella in Curb Your Enthusiasm
- Oliviero Corbetta in Law & Order: Criminal Intent
- Achille D'Aniello in Psych
- Simone Mori in L'ospite inatteso
- Stefano De Sando in Leverage - Consulenze illegali
- Massimo Milazzo in Burn Notice - Duro a morire
- Dario Penne in Golden Boy
- Davide Marzi in The Good Fight
- Dario Oppido in Red Oaks
- Massimo De Ambrosis in Estinti... o quasi
- Edoardo Siravo in Run & Gun
- Pierluigi Astore in Mr. Monk's Last Case: A Monk Movie
- Riccardo Lombardo in Evil

Da doppiatore è sostituito da:
- Luca Dal Fabbro in Supercuccioli a Natale - Alla ricerca di Zampa Natale, Zampa e la magia del natale, Zampa 2 - I cuccioli di Natale, Inside Out
- Antonio Sanna in Cars - Motori ruggenti, Cars 2
- Stefano De Sando ne I Simpson
- Francesco Vairano in Tom & Jerry - Il film
- Vittorio Amandola in A Bug's Life - Megaminimondo
- Donato Sbodio in Santa Claus va in pensione
- Danilo De Girolamo in Kim Possible
- Fabrizio Mazzotta in Garfield - Il film
- Mino Caprio in Uno zoo in fuga
- Giorgio Locuratolo in Piccolo grande eroe
- Giulio Pierotti in Toy Story 3 - La grande fuga
- Renato Cecchetto in Helpsters